# 39 계단 (드라마)
《39 계단》(영어: The 39 Steps)은 넷플릭스에서 방영 예정인 영국의 드라마이다.